# Christopher Joseph Weldon
Christopher Joseph Weldon (* 6. September 1905 in New York City, USA; † 19. März 1982) war ein römisch-katholischer Geistlicher und Bischof von Springfield.

## Leben
Christopher Joseph Weldon empfing am 21. September 1929 das Sakrament der Priesterweihe.
Am 28. Januar 1950 ernannte ihn Papst Pius XII. zum Bischof von Springfield. Der Erzbischof von Boston, Richard Cushing, spendete ihm am 24. März desselben Jahres die Bischofsweihe; Mitkonsekratoren waren der Erzbischof von New York, Francis Kardinal Spellman, und der Weihbischof in New York, Stephen Joseph Donahue.
Er nahm an allen vier Sitzungsperioden des Zweiten Vatikanischen Konzils als Konzilsvater teil.
Am 15. Oktober 1977 trat Christopher Joseph Weldon als Bischof von Springfield zurück.